# Inondations de 2020 de Kyūshū
Les inondations de Kyūshū en 2020 (japonais : 令和2年7月豪雨) est une inondation survenue au Japon en juillet 2020, principalement à Kyushu,. Les dégâts étaient particulièrement importants dans la préfecture de Kumamoto. Le débordement de rivières et des glissements de terrain se sont produits à divers endroits, causant d'importants dégâts L'inondation a fait 84 morts et deux disparus,.

## Évolution météorologique

Boucle radar des précipitations passant sur la préfecture de Kumamoto.

En juillet 2020, le front de Mei-Yu a stagné près de l'ile de Honshu pendant une longue période et une grande quantité de vapeur d'eau provenant de l'ouest et du sud a recouvert le Japon. Ce système a provoqué des bandes de pluie orageuses, surtout du 3 au 8. Le 4 juillet 2020, une bande d'environ 280 km de longueur a donné de fortes pluies et provoqué des inondations dans l'île de Kyushu, au sud du Japon. À 5 heures du matin, l'Agence météorologique japonaise a déclaré que la quantité de pluie battait des records pour la région. Le taux de précipitations a dépassé 100 millimètres par heure.
Du 5 au soir au 6 au matin, de fortes pluies se sont produites localement dans les régions de Satsuma et d'Osumi de la préfecture de Kagoshima. Du 6 au 8, d'autres bandes de  pluie ont affecté les préfectures de Nagasaki, Saga, Fukuoka, Oita, à Chikugo et le nord de Kumamoto.
Du 13 au 14, de nouvelles pluies se sont produites principalement dans la région du Chūgoku. Du 26 au 29, le front de Meyu a donné encore des pluies abondantes dans les préfectures.